# حقوق الإنسان في طاجيكستان
تقع دولة طاجيكستان في آسيا الوسطى، وأصبحت حقوق الإنسان فيها محط اهتمام المجتمع الدولي، إذ يواجه سكانها حتى يومنا هذا قيودًا على حقوقهم الأساسية، ويعزى ذلك إلى فساد الحكومة وانتهاكها الممنهج لحقوق مواطنيها، ما يعيق عمليات الإصلاح الاجتماعي والديمقراطي في الدولة.
وفقًا لتقرير وزارة الخارجية الأمريكية عن حقوق الإنسان في طاجيكستان، فإن مواطني الدولة محرومون من حقوق كثيرة، ولا يمتلكون القدرة على تغيير نظام حكومتهم. وأكد التقرير على صحة ذلك خاصة في حالة المساجين، إذ جُرّدوا من أبسط حقوقهم الأساسية، وتحدثت بعض التقارير عن تعرض المساجين والمحتجزين للتعذيب والتهديد والعنف على أيدي القوات الأمنية، نظرًا لقدرتهم على التصرف كما يشاؤون ولحصولهم على الحصانة. ناهيك عن حرمان المساجين من المحاكمة العادلة وظروف السجن القاسية والمهددة للحياة، بالإضافة إلى منع الوصول الدولي إلى السجون في طاجيكستان. وعادة ما تكون فترة الاحتجاز قبل المحاكمة أطول من اللازم، وتتحكم المحكمة كثيرًا بإجراءات المحاكمة، وتكتظ السجون، وبلغ معدل الإصابة بالسل وسوء التغذية مستويات مرتفعة بين السجناء.
وفُرضت قيود أخرى كذلك على وسائل الإعلام وحرية التعبير وحرية تنظيم الجمعيات وحرية الاعتقاد، بالإضافة إلى تقنين المعارضة السياسية. وأشير إلى صعوبات في التسجيل والحصول على تأشيرة، فضلًا عن مشاكل العنف والتمييز ضد المرأة والاتجار بالبشر وعمالة الأطفال. وأفيد كذلك بأن الدولة تعد مصدرًا ونقطة عبور لأنشطة التجارة بالبشر.

## تهديد الصحفيين وقتلهم
في تسعينات القرن العشرين، أُبلغ عن عشرات الحالات التي قُتل فيها الصحفيون أو اختفوا تحت ظروف غامضة في طاجيكستان. وفي عام 2003، حظرت الحكومة الدخول للموقع الإلكتروني الذي تديره المعارضة السياسية، وخلال الانتخابات النيابية عام 2005، تزايدت الاعتداءات على الصحفيين، وأغلقت العديد من الصحف المستقلة والمعارضة وفي يونيو 2014، حظرت الحكومة موقع اليوتيوب جزئيًا.

## قانون تغيير الاسم
وفقًا لألان غرينبرغ، الذي كتب في صحيفة نيويورك تايمز في عام 2007، أمر رئيس طاجيكستان بإزالة النهاية السلافية «-ov» من أسماء جميع المواليد لآباء من الطاجيك. وظهرت هذه السياسة في أعقاب السياسات المستجدة الهادفة لإزالة الأثر الروسي في البلاد. وفي ضوء ذلك، أعرب بعض الطاجيك عن ارتباكهم ومعارضتهم لحرمانهم من حرية اختيار أسماء أطفالهم.

## حرية الدين
فرضت اللجنة الحكومية للشؤون الدينية قيودًا على متطلبات التسجيل لبعض أنشطة الجماعات الدينية. فقيدت الحج الإسلامي، وعانت الجماعات الدينية مثل شهود يهوه من الاضطهاد، وفي 22 أكتوبر 2007، حظرت الحكومة شهود يهوه من ممارسة شعائرهم.

## ادعاءات عنف النظام ضد المجندين العسكريين
في يونيو 2014، أشارت شبكة الأصوات العالمية إلى ممارسات العنف النظامي ضد فئات المجندين العسكريين (المعروفين باسم الديدوفشينا) وساهمت جهود الشبكة في إذكاء الوعي بتلك الممارسات بعد الزيادة الأخيرة في حوادث القتل غير العمد وحالات الانتحار بين صفوف الجيش الطاجيكي، وخاصة وفاة أكمل دافلاتوف في 17 أبريل 2014 بعد تعرضه للضرب حتى الموت على يد الرقيب المسؤول. وقيل إن خطف المجندين تصرف شائع في طاجيكستان وكان الضحايا أحيانًا يصورون عمليات خطفهم.

## أمثلة على انتهاكات حقوق الإنسان
انتهكت حقوق السكان المحليين بصورة متكررة في طاجيكتسان نظرًا لعدم اعتراف الحكومة بتلك الحقوق. وتشمل حقوق ممارسة الشعائر الدينية وحقوق المرأة وحقوق الصحفيين والحقوق السياسية وغيرها الكثير. وهذا على الرغم من أن تلك الحقوق لم تُشِر إليها الأمم المتحدة فقط وإنما وردت في دستور طاجيكستان أيضًا. كتبت طاجيكستان الدستور في عام 1994 بعد أن استقلت عن الاتحاد السوفييتي، ويحمل الفصل الثاني من المادة 14 إلى 47 من دستور الجمهورية عنوان الحقوق والحريات والواجبات الأساسية للأفراد والمواطنين. ويشير هذا الفصل إلى الحقوق الأساسية لشعب طاجيكستان مثل حق الحياة والحماية العدلية. غير أن الحكومة لم تؤيد هذا الدستور في حالات كثيرة.
وانتهكت حقوق الإنسان بصورة دورية في طاجيكستان خلال العام 2016، ومن أمثلتها سجن الأحزاب المعارضة واضطهاد محامي حقوق الإنسان. وتمكن رئيس الدولة إمام علي رحمن من الحكم حتى موته بعد أن أدخل تعديلات إلى الدستور سمحت له بذلك. وشنت الحكومة حملة واسعة من الاعتقالات على الناشطين من دول أخرى ممن عارضوا سياسات الحكومة وفسادها. وفي العام 2013، سنت الحكومة قانونًا يحظر التعذيب أثناء الاحتجاز، غير أن تقريرًا للأمم المتحدة أظهر أن هذه الممارسات ما زالت موجودة. وما فتئ الرجال يستمرون بانتهاك الدستور عبر الانخراط في اعتداءات جسدية وعقلية وجنسية ضد المرأة. إذ طالت تلك الممارسات نحو ثلث نساء الدولة.
وما زالت طاجيكستان تعاني من انتهاكات حقوق الإنسان، وترزح الدولة تحت وطأة معدلات البطالة المرتفعة والفقر والجريمة، وجميعها تساهم في حرمان السكان من حقوقهم.